# اوسوکورسکایا
اوسوکورسکایا (به لاتین: Osokorskaya) یک منطقهٔ مسکونی در روسیه است که در استان آرخانگلسک واقع شده‌است.